# Otto Eggert
Hermann Paul Otto Eggert (* 4. Februar 1874 in Tilsit, Ostpreußen; † 20. Januar 1944 in Danzig) war ein deutscher Geodät und preußischer Hochschullehrer in Danzig und in Berlin. Von 1936 bis 1939 leitete er das Geodätische Institut Potsdam.

## Familie
Die Familie Eggert gehörte zu den Salzburger Exulanten, die um 1730 nach Preußen kamen. Sein Vater Hermann Eggert war Schneidermeister in Tilsit, dessen Ehefrau Johanna Bluhm war die Tochter eines Milchhändlers. Otto Eggert heiratete 1903 Elsa Schultz (1877–1944), eine Tochter des Kammermusikers Albert Schultz. Das Paar hatte eine Tochter.

## Leben
Ähnlich wie vor ihm Wilhelm Jordan wirkte er wesentlich an der Neugestaltung der akademischen Ausbildung der Vermessungsingenieure und an der Neugründung der Berliner Lehrstühle für Geodätische Astronomie und Photogrammetrie. Bis heute bekannt ist er durch die Weiterführung und Herausgabe der Lehrbuchreihe Handbuch der Vermessungskunde (JEK Jordan-Eggert-Kneißl) und der Zeitschrift für Vermessungswesen. Organ des Deutschen Geometervereins.
Er lehrte als Professor von 1904 bis 1921 an der Technischen Hochschule Danzig und ab 1925 an der Technischen Hochschule Berlin, wo er im Studienjahr 1933/1934 auch Rektor war.
Im Jahr 1920 wurde er zum Mitglied der Leopoldina gewählt. 1943 wurde Eggert mit der Helmert-Gedenkmünze des Deutschen Vereins für Vermessungswesen ausgezeichnet.